# Крупка (река)
Крупка — река в России, протекает в Старорусском районе Новгородской области. Впадает в озеро Ильмень. Длина реки составляет 13 км.
Река течёт на северо-восток параллельно рекам Макова и Чернец, с которыми соединяется многочисленными каналами.
У истока Крупки между Крупкой и Чернецом стоят деревни Малое Вороново и Большое Вороново Наговского сельского поселения.

## Данные водного реестра
По данным государственного водного реестра России, относится к Балтийскому бассейновому округу, водохозяйственный участок реки — бассейн озера Ильмень без рек Мста, Ловать, Пола и Шелонь, речной подбассейн реки — Волхов. Относится к речному бассейну реки Нева (включая бассейны рек Онежского и Ладожского озера).
По данным геоинформационной системы водохозяйственного районирования территории РФ, подготовленной Федеральным агентством водных ресурсов:
- Код водного объекта в государственном водном реестре — 01040200512102000024204
- Код по гидрологической изученности (ГИ) — 102002420
- Код бассейна — 01.04.02.005
- Номер тома по ГИ — 2
- Выпуск по ГИ — 0